# Svend Riemer
Svend Henry Riemer (geboren 28. Oktober 1905 in Berlin; gestorben 15. Mai 1977 in Fullerton, Kalifornien) war ein US-amerikanischer Soziologe deutsch-dänischen Ursprungs, der in die Vereinigten Staaten emigrierte und dort naturalisiert wurde.

## Leben
Riemer wurde in eine bürgerliche Familie geboren und wuchs in Berlin auf. Sein Vater Friedrich war Bankdirektor und seine Mutter Flora war Dänin, der er seinen skandinavischen Vornamen verdankt. Bereits als junger Mann trat er in die SPD ein. In den 1920er Jahren heiratete er die Jüdin Ingebord Müller. Riemer promovierte 1930 an der Universität Heidelberg. Kurz vor der Machtergreifung veröffentlichte er 1932 einen für die NSDAP wenig schmeichelhaften Artikel.
Riemer war seit 1930 wissenschaftlicher Angestellter der Universität Kiel, kündigte seine Stelle jedoch 1933, nachdem ihm mitgeteilt worden war, seine Entlassung wegen „Mischehe“ sei bereits geplant. Seine Bemühungen um ein Stipendium für die London School of Economics fruchteten nicht. In Schweden bekam er nach Unterstützung von Gunnar Myrdal eine Anstellung an der Stockholmer Handelshochschule. Seine Frau Ingeborg starb in Schweden.
1938 wanderte Riemer in die USA aus. Dort lehrte er unter anderen an der University of Minnesota und der Cornell University. Von 1952 bis zu seiner Emeritierung 1971 war er Professor an der University of California, Los Angeles. Er gehörte zu denjenigen sozialwissenschaftlichen Emigranten, die sich in der neuen Umgebung eher der Lehre als der Forschung widmeten.
Er identifizierte bereits 1941 zwei der drei von Donald R. Cressey identifizierten Motivationsfaktoren des „Betrugsdreiecks“ (engl. Fraud Triangle). Am 8. Juni 1945 heiratete er Carol Cameron in Dayton, Ohio. 1954 wurde bei ihm Multiple Sklerose diagnostiziert. Obwohl sich sein Gesundheitszustand zusehends verschlechterte, unterrichtete er bis zu seiner Pensionierung.
Riemer kehrte nicht nach Deutschland zurück.

## Schriften (Auswahl)
- Zur Soziologie des Nationalsozialismus. In: Die Arbeit. Zeitschrift für Gewerkschaftspolitik und Wirtschaftskunde, 9. Jahrgang, Berlin 1932.
- Mittelstand und sozialistische Politik. In: Die Arbeit. Zeitschrift für Gewerkschaftspolitik und Wirtschaftskunde, 9. Jahrgang, Berlin 1932.
- Die Emigration der deutschen Soziologen nach den Vereinigten Staaten, in Kölner Zeitschrift für Soziologie und Sozialpsychologie, 11 (1959), S. 100–112.